# Film messicani proposti per l'Oscar al miglior film straniero
Il Messico ha proposto propri film per la categoria del miglior film straniero al Premio Oscar fin dal 1958.
Nel corso degli anni, nove film messicani sono stati candidati ma soltanto uno di questi, Roma di Alfonso Cuarón, si è aggiudicato il premio nel 2019, aggiudicandosi anche i premi per la migliore regia e la migliore fotografia dopo aver ricevuto ben dieci nomination.
Attualmente i film vengono selezionati dall'Academia Mexicana de Artes y Ciencias Cinematográficas.
| Anno | Film                                                                                     | Regia                                                      | Risultato     |
| ---- | ---------------------------------------------------------------------------------------- | ---------------------------------------------------------- | ------------- |
| 1958 | La grande paura (Torero!)                                                                | Carlos Velo                                                | Non candidato |
| 1960 | Nazarín                                                                                  | Luis Buñuel                                                | Non candidato |
| 1961 | Morte in vacanza (Macario)                                                               | Roberto Gavaldón                                           | Candidato     |
| 1962 | Il dominatore degli Indios (Ánimas Trujano (El hombre importante))                       | Ismael Rodríguez                                           | Candidato     |
| 1963 | Tlayucan                                                                                 | Luis Alcoriza                                              | Candidato     |
| 1964 | L'uomo di carta (El hombre de papel)                                                     | Ismael Rodríguez                                           | Non candidato |
| 1966 | Tarahumara la vergine perduta (Tarahumara (Cada vez más lejos))                          | Luis Alcoriza                                              | Non candidato |
| 1967 | Viento Negro                                                                             | Servando González                                          | Non candidato |
| 1968 | Los adolescentes                                                                         | Abel Salazar                                               | Non candidato |
| 1972 | El Topo                                                                                  | Alejandro Jodorowsky                                       | Non candidato |
| 1974 | Reed, México insurgente                                                                  | Paul Leduc                                                 | Non candidato |
| 1975 | Calzonzin Inspector                                                                      | Alfonso Arau                                               | Non candidato |
| 1976 | Actas de Marusia - Storia di un massacro (Actas de Marusia)                              | Miguel Littín                                              | Candidato     |
| 1977 | Longitud de guerra                                                                       | Gonzalo Martínez Ortega                                    | Non candidato |
| 1978 | Pafnucio Santo                                                                           | Rafael Corkidi                                             | Non candidato |
| 1979 | El lugar sin límites                                                                     | Arturo Ripstein                                            | Non candidato |
| 1982 | Mojado Power                                                                             | Alfonso Arau                                               | Non candidato |
| 1984 | Eréndira                                                                                 | Ruy Guerra                                                 | Non candidato |
| 1986 | Frida, Naturaleza Viva                                                                   | Paul Leduc                                                 | Non candidato |
| 1987 | El imperio de la fortuna                                                                 | Arturo Ripstein                                            | Non candidato |
| 1988 | Lo que importa es vivir                                                                  | Luis Alcoriza                                              | Non candidato |
| 1989 | El último túnel                                                                          | Servando González                                          | Non candidato |
| 1991 | Cabeza de Vaca                                                                           | Nicolás Echevarría                                         | Non candidato |
| 1992 | La tarea                                                                                 | Jaime Humberto Hermosillo                                  | Non candidato |
| 1993 | Come l'acqua per il cioccolato (Como agua para chocolate)                                | Alfonso Arau                                               | Non candidato |
| 1994 | Cronos                                                                                   | Guillermo del Toro                                         | Non candidato |
| 1995 | Principio y fin                                                                          | Arturo Ripstein                                            | Non candidato |
| 1996 | Nel cuore della città - Midaq Alley (El callejón de los milagros)                        | Jorge Fons                                                 | Non candidato |
| 1997 | Entre Pancho Villa y una mujer desnuda                                                   | Sabina Berman e Isabelle Tardán                            | Non candidato |
| 1998 | Profundo carmesí                                                                         | Arturo Ripstein                                            | Non candidato |
| 1999 | Un embrujo                                                                               | Carlos Carrera                                             | Non candidato |
| 2000 | Nessuno scrive al colonnello (El Coronel no tiene quien le escriba)                      | Arturo Ripstein                                            | Non candidato |
| 2001 | Amores perros                                                                            | Alejandro González Iñárritu                                | Candidato     |
| 2002 | Perfume de violetas, nadie te oye                                                        | Maryse Sistach                                             | Non candidato |
| 2003 | Il crimine di padre Amaro (El crimen del Padre Amaro)                                    | Carlos Carrera                                             | Candidato     |
| 2004 | Aro Tolbukhin - Nella mente di un assassino (Aro Tolbukhin - En la mente del asesino)    | Isaac-Pierre Racine, Agustí Villaronga e Lydia Zimmermanne | Non candidato |
| 2005 | I figli della guerra (Voces inocentes)                                                   | Luis Mandoki                                               | Non candidato |
| 2006 | Al otro lado                                                                             | Gustavo Loza                                               | Non candidato |
| 2007 | Il labirinto del fauno (El laberinto del fauno)                                          | Guillermo del Toro                                         | Candidato     |
| 2008 | Luz Silenciosa                                                                           | Carlos Reygadas                                            | Non candidato |
| 2009 | Arráncame la vida                                                                        | Roberto Sneider                                            | Short-list    |
| 2010 | El traspatio                                                                             | Carlos Carrera                                             | Non candidato |
| 2011 | Biutiful                                                                                 | Alejandro González Iñárritu                                | Candidato     |
| 2012 | Miss Bala                                                                                | Gerardo Naranjo                                            | Non candidato |
| 2013 | Después de Lucía                                                                         | Michel Franco                                              | Non candidato |
| 2014 | Heli                                                                                     | Amat Escalante                                             | Non candidato |
| 2015 | Cantinflas                                                                               | Sebastian del Amo                                          | Non candidato |
| 2016 | 600 Millas                                                                               | Gabriel Ripstein                                           | Non candidato |
| 2017 | Desierto                                                                                 | Jonás Cuarón                                               | Non candidato |
| 2018 | Tempestad                                                                                | Tatiana Huezo                                              | Non candidato |
| 2019 | Roma                                                                                     | Alfonso Cuarón                                             | Vincitore     |
| 2020 | La camarista                                                                             | Lila Avilés                                                | Non candidato |
| 2021 | Non sono più qui (Ya no estoy aquí)                                                      | Fernando Frías de la Parra                                 | Short-list    |
| 2022 | Prayers for the Stolen (Noche de fuego)                                                  | Tatiana Huezo                                              | Short-list    |
| 2023 | Bardo, la cronaca falsa di alcune verità (Bardo, falsa crónica de unas cuantas verdades) | Alejandro González Iñárritu                                | Short-list    |
| 2024 | Tótem - Il mio sole (Tótem)                                                              | Lila Avilés                                                | Short-list    |
| 2025 | Sujo                                                                                     | Astrid Rondero e Fernanda Valadez                          | Non candidato |

| Non candidato | Il film è stato proposto per la candidatura, ma non è stato selezionato dall'Academy of Motion Picture Arts and Sciences. |
| Short-list    | Il film è entrato nella "short-list" stilata a gennaio dei nove candidati per l'Oscar al miglior film straniero.          |
| Candidato     | Il film è entrato a far parte dei cinque candidati per l'Oscar al miglior film straniero.                                 |
| Vincitore     | Il film ha vinto l'Oscar al miglior film straniero.                                                                       |